# Marianne Thyssen

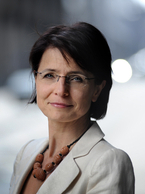
Marianne Thyssen (2009)

Marianne Leonie Petrus Thyssen (* 24. Juli 1956 in Sint-Gillis-Waas) ist eine belgische Politikerin. Sie war von 1991 bis 2014 Mitglied des Europäischen Parlamentes. Vom 15. Mai 2008 bis zum 23. Juni 2010 war sie Vorsitzende der flämischen christdemokratischen Partei Christen-Democratisch en Vlaams (CD&V). Von November 2014 bis November 2019 war sie EU-Kommissarin für Beschäftigung, soziale Angelegenheiten, Qualifikationen und Mobilität der Arbeitnehmer.

## Leben
Marianne Thyssen wuchs als eines von drei Kindern in einer Bäckerfamilie in Sint-Gillis-Waas auf. Sie besuchte Schulen in Wachtebeke und Sint-Niklaas und studierte anschließend Rechtswissenschaften an der Katholieke Universiteit Leuven (KUL), wo sie nach ihrem Studienabschluss im Jahr 1979 als Assistentin an der Rechtswissenschaftlichen Fakultät tätig war. Ab 1980 arbeitete sie als Rechtsberaterin für die Mittelstandsvereinigung Christelijke Middenstands- en Burgervrouwen (CMBV) (heute MARKANT) und für den Nationaal Christelijk Middenstand Verbond (NCMV) (heute UNIZO), bei welchem sie 1988 Leiterin des Organisationsbüros wurde und 1991 kurzzeitig als Generalsekretärin tätig war. 
Erste politische Erfahrungen sammelte Thyssen als Mitarbeiterin im Kabinett der Staatssekretärin für Gesundheit Wivina Demeester (1986–1988). Im Dezember 1991 wurde sie Mitglied des Europäischen Parlaments und bei den Europawahlen 1994, 1999, 2004 und 2009 im Amt bestätigt. Im Juli 2004 übernahm sie den stellvertretenden Vorsitz der Fraktion Europäische Volkspartei – Europäische Demokraten. 
Auch in ihrem Heimatort Sint-Joris-Weert ist Thyssen seit 1995 politisch aktiv – zunächst als Gemeinderatsmitglied und von 2001 bis 2008 als Schöffin. 
Am 15. Mai 2008 wurde Thyssen zur Vorsitzenden der CD&V gewählt. Nach den infolge des Rücktritts der Regierung Leterme II unter Yves Leterme (CD&V) ausgelösten vorgezogenen Föderalwahlen vom 13. Juni 2010, bei denen sie als Spitzenkandidatin für die CD&V das Premierministeramt anstrebte, sah sich Thyssen nach einer klaren Niederlage für die CD&V gezwungen, von der Parteispitze zurückzutreten.

## EU-Kommissarin

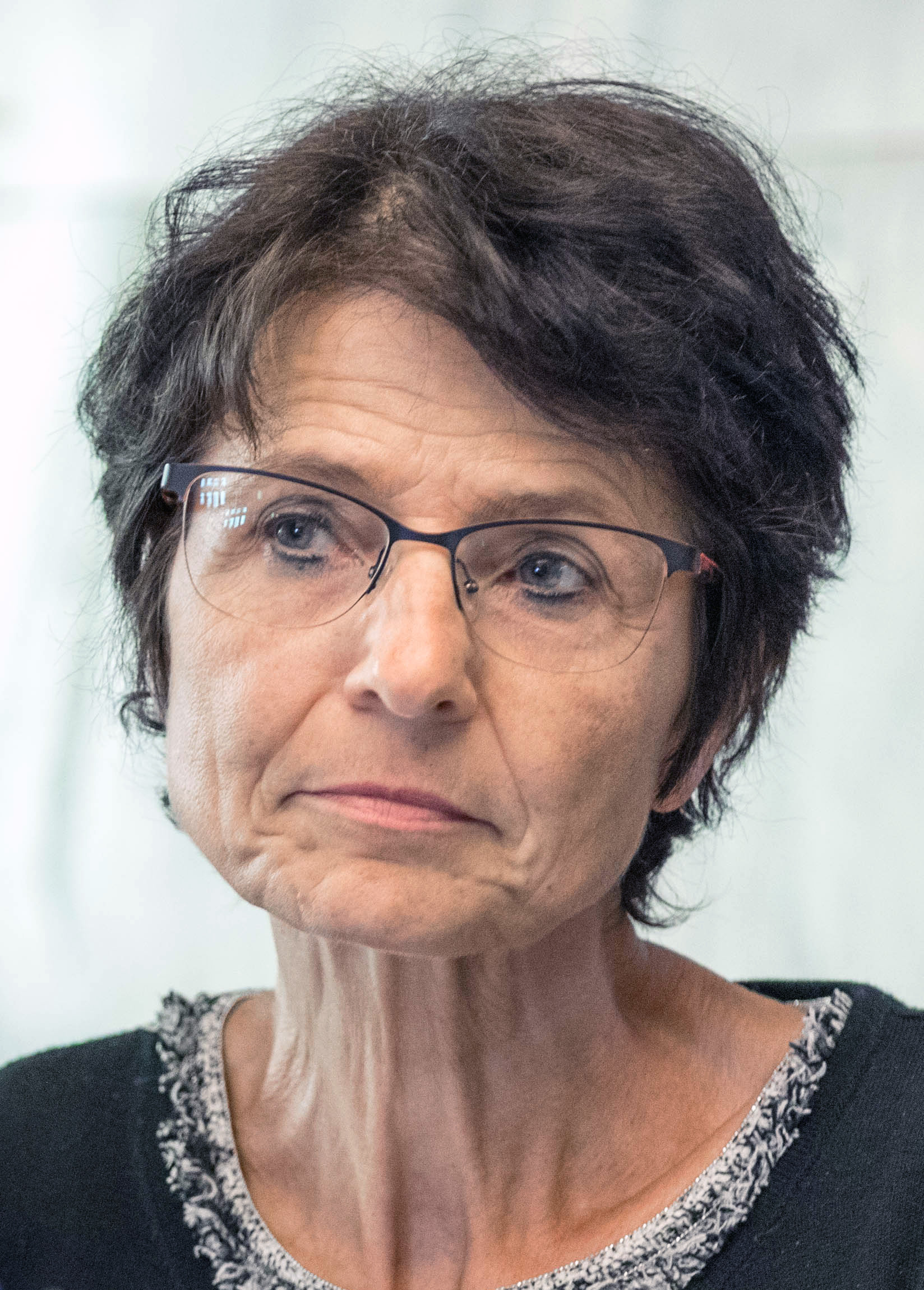
Marianne Thyssen (2018)

Im August 2014 wurde Thyssen von der belgischen Regierung für den Posten als EU-Kommissarin in der Kommission Juncker nominiert. Im September wurde sie von EU-Kommissionspräsident Jean-Claude Juncker für den Bereich Soziales und Beschäftigung vorgeschlagen und folgt damit auf László Andor. Amtsantritt war der 1. November 2014, entsprechend legte sie ihr Abgeordnetenmandat im Europäischen Parlament zum 31. Oktober 2014 nieder.
Ihre Amtszeit endete mit dem Amtsantritt der Kommission von der Leyen I.

## Übersicht der politischen Ämter
- 1991–2014: Mitglied des Europäischen Parlamentes
- 1995–2008: Mitglied des Gemeinderats in Oud-Heverlee (teilweise als Schöffin)
- 2014–2019: EU-Kommissarin für Beschäftigung, soziale Angelegenheiten, Qualifikationen und Mobilität der Arbeitnehmer

Als Mitglied des Europäischen Parlaments war sie bis 2014 Mitglied des Vorstands in der Fraktion der Europäischen Volkspartei (Christdemokraten), außerdem war sie Mitglied im Ausschuss für Wirtschaft und Währung und in der Delegation im Gemischten Parlamentarischen Ausschuss EU-Türkei. Als Stellvertreterin war sie im Ausschuss für Umweltfragen, öffentliche Gesundheit und Lebensmittelsicherheit und in der Delegation für die Beziehungen zur Volksrepublik China.

## Universität Leuven
Bereits 2018 erklärte sie für die Zeit nach den Europawahlen 2019 ihren Abschied aus der Politik. Nach ihrem Ausscheiden als EU-Kommissarin wurde sie im November 2019 zur Vorsitzenden des Aufsichtsrats der Katholischen Universität Leuven gewählt und trat ihren Posten dort am 1. Juni 2020 an.